# Taden

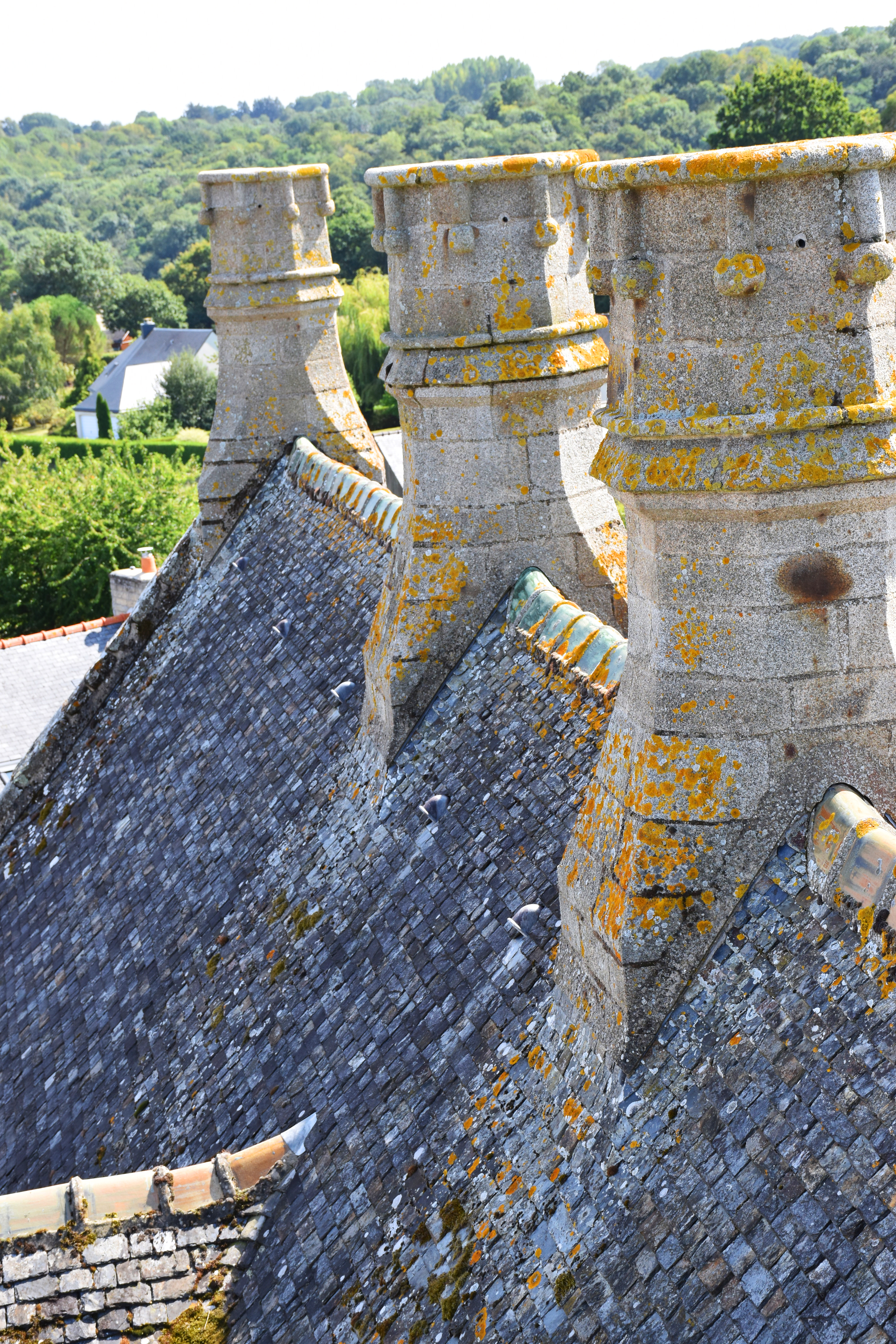
Taden - Vue du toit du manoir.

Taden [tadɛ̃] est une commune française située dans le département des Côtes-d'Armor, en région Bretagne.

## Géographie
Cette commune est aux bords de l’estuaire de la Rance. Elle comprend le bourg de Trélat qui se situe à environ deux kilomètres au nord-ouest.
| Languenan | Pleslin-Trigavou | Plouër-sur-Rance                             |
| Corseul   | Taden            | Saint-Samson-sur-Rance                       |
| Quévert   | Dinan            | Lanvallay, Saint-Hélen, La Vicomté-sur-Rance |

Taden et Lanvallay sont séparées par la Rance. Le quadripoint entre Taden, Lanvallay, Saint-Hélen, La Vicomté-sur-Rance et le tripoint entre Taden, La Vicomté-sur-Rance et Saint-Samson-sur-Rance se situent également dans la Rance, à quelques mètres l’un de l’autre.

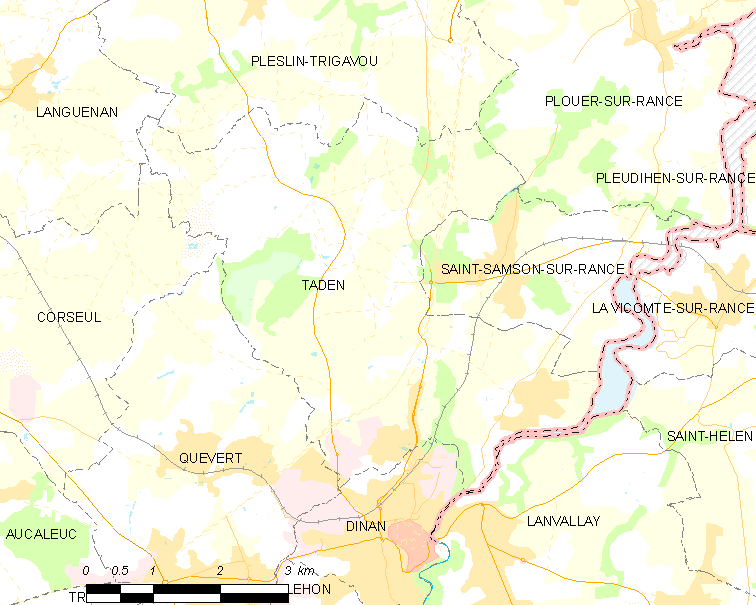
Carte de la commune de Taden (le tracé de la frontière est erroné au niveau de la Rance).

### Géologie
Le sous-sol granitique a fourni un granite de bonne qualité. Ainsi, en 1847, au moins 497 m3 de pierres de taille et autres matériaux ont été produits pour la construction du viaduc de Dinan.
Jusqu'au XIXe siècle, la Rance était couverte de grande vasières, dont la vasière de la Pétrole (actuellement plaine de Taden), les agriculteurs de Taden et des communes limitrophes venaient y extraire des marnes afin d'amender le sol de leurs exploitations agricoles. La construction de l'écluse du Chatelier puis le développement des transports ferroviaires mettront fin à cette extraction.

### Transports
La commune est traversée par la route nationale 176 (qui va d’Est en Ouest, de Pontorson à la route nationale 12) et par la route départementale 2. Le bourg de Taden est traversé du nord-ouest vers le sud-est par la route départementale 12.
Il n’y a aucun pont ni bac sur la Rance au niveau de la commune de Taden.

### Hydrographie
Pour un article plus général, voir Réseau hydrographique des Côtes-d'Armor.
La commune est située dans le bassin Loire-Bretagne. Elle est drainée par la Rance, le canal d'Ille et Rance, le Frémur, le ruisseau de Coutance et le ruisseau du Pont ravier,,.
La Rance, d'une longueur de 104 km, prend sa source dans la commune du Mené et se jette  dans la Manche entre Dinard et Saint-Malo, après avoir traversé 28 communes.

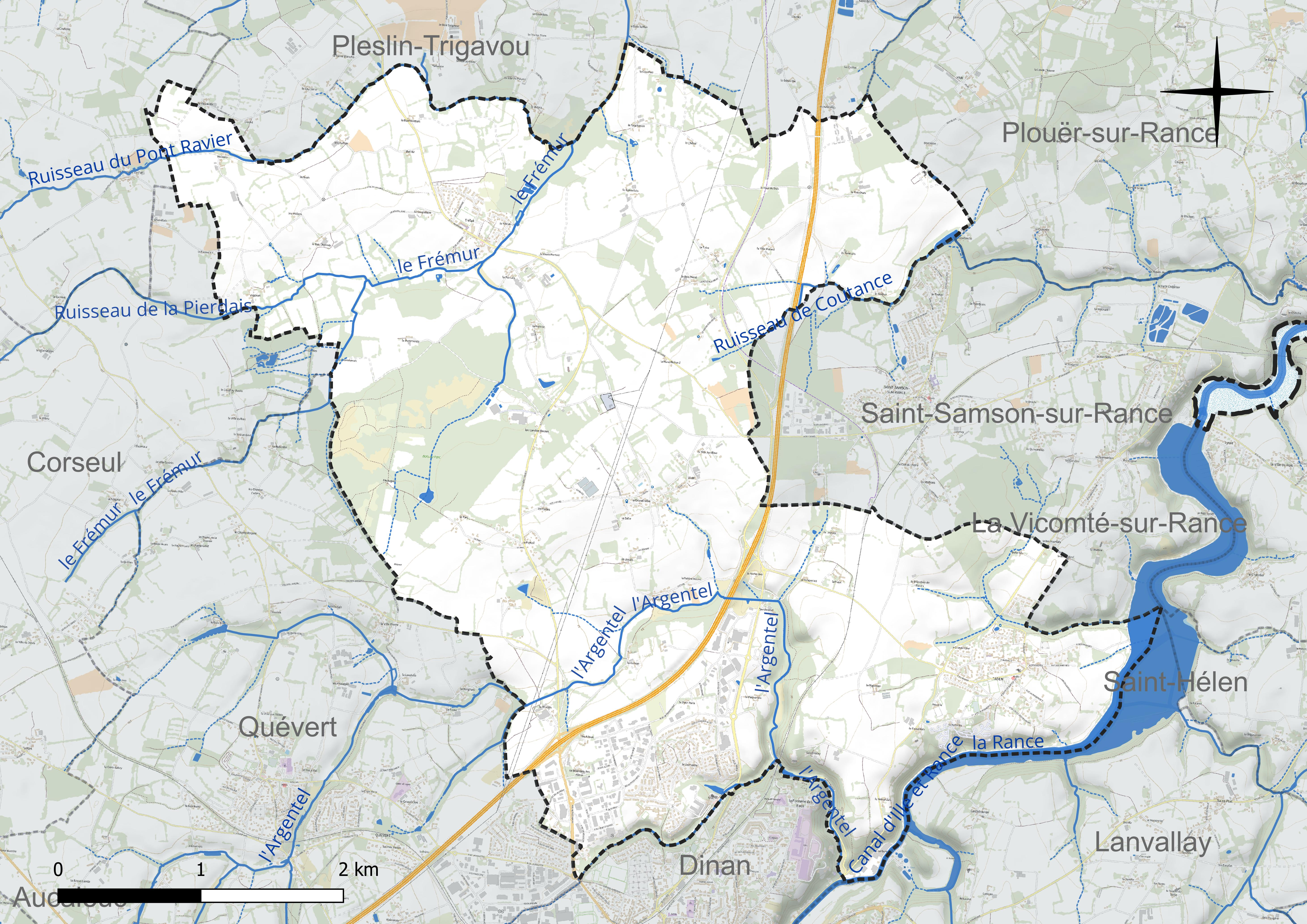
Réseau hydrographique de Taden.

Le canal d'Ille-et-Rance est un canal, chenal et un cours d'eau naturel navigable, d'une longueur de 84 km. Il prend sa source dans la commune de Montreuil-sur-Ille et se jette  dans l'Ille à Saint-Grégoire, après avoir traversé 25 communes.
Le Frémur, d'une longueur de 21 km, prend sa source dans la commune de Corseul et se jette  dans le golfe de Saint-Malo en limite de Lancieux et de Saint-Briac-sur-Mer.

### Climat
Pour des articles plus généraux, voir Climat de la Bretagne et Climat des Côtes-d'Armor.
En 2010, le climat de la commune est de type climat océanique franc, selon une étude du CNRS s'appuyant sur une série de données couvrant la période 1971-2000. En 2020, Météo-France publie une typologie des climats de la France métropolitaine dans laquelle la commune est exposée à un climat océanique et est dans la région climatique Bretagne orientale et méridionale, Pays nantais, Vendée, caractérisée par une faible pluviométrie en été et une bonne insolation. Parallèlement l'observatoire de l'environnement en Bretagne publie en 2020 un zonage climatique de la région Bretagne, s'appuyant sur des données de Météo-France de 2009. La commune est, selon ce zonage, dans la zone « Intérieur  », exposée à un climat médian, à dominante océanique.
Pour la période 1971-2000, la température annuelle moyenne est de 11,4 °C, avec  une amplitude thermique annuelle de 12,1 °C. Le cumul annuel moyen de précipitations est de 705 mm, avec 12 jours de précipitations en janvier et 5,8 jours en juillet. Pour la période 1991-2020, la température moyenne annuelle observée sur la station météorologique la plus proche, située sur la commune de Pleurtuit à 12 km à vol d'oiseau, est de 11,9 °C et le cumul annuel moyen de précipitations est de 752,0 mm,. Pour l'avenir, les paramètres climatiques de la commune estimés pour 2050 selon différents scénarios d'émission de gaz à effet de serre sont consultables sur un site dédié publié par Météo-France en novembre 2022.

## Urbanisme

### Typologie
Au 1er janvier 2024, Taden est catégorisée commune rurale à habitat dispersé, selon la nouvelle grille communale de densité à 7 niveaux définie par l'Insee en 2022.
Elle est située hors unité urbaine. Par ailleurs la commune fait partie de l'aire d'attraction de Dinan, dont elle est une commune de la couronne,. Cette aire, qui regroupe 25 communes, est catégorisée dans les aires de moins de 50 000 habitants,.

### Occupation des sols
L'occupation des sols de la commune, telle qu'elle ressort de la base de données européenne d’occupation biophysique des sols Corine Land Cover (CLC), est marquée par l'importance des territoires agricoles (78,1 % en 2018), en diminution par rapport à 1990 (82,7 %). La répartition détaillée en 2018 est la suivante : 
terres arables (45,8 %), zones agricoles hétérogènes (19 %), prairies (13,3 %), forêts (9,7 %), zones urbanisées (5,6 %), zones industrielles ou commerciales et réseaux de communication (3,9 %), milieux à végétation arbustive et/ou herbacée (2,3 %), eaux continentales (0,6 %). L'évolution de l’occupation des sols de la commune et de ses infrastructures peut être observée sur les différentes représentations cartographiques du territoire : la carte de Cassini (XVIIIe siècle), la carte d'état-major (1820-1866) et les cartes ou photos aériennes de l'IGN pour la période actuelle (1950 à aujourd'hui).

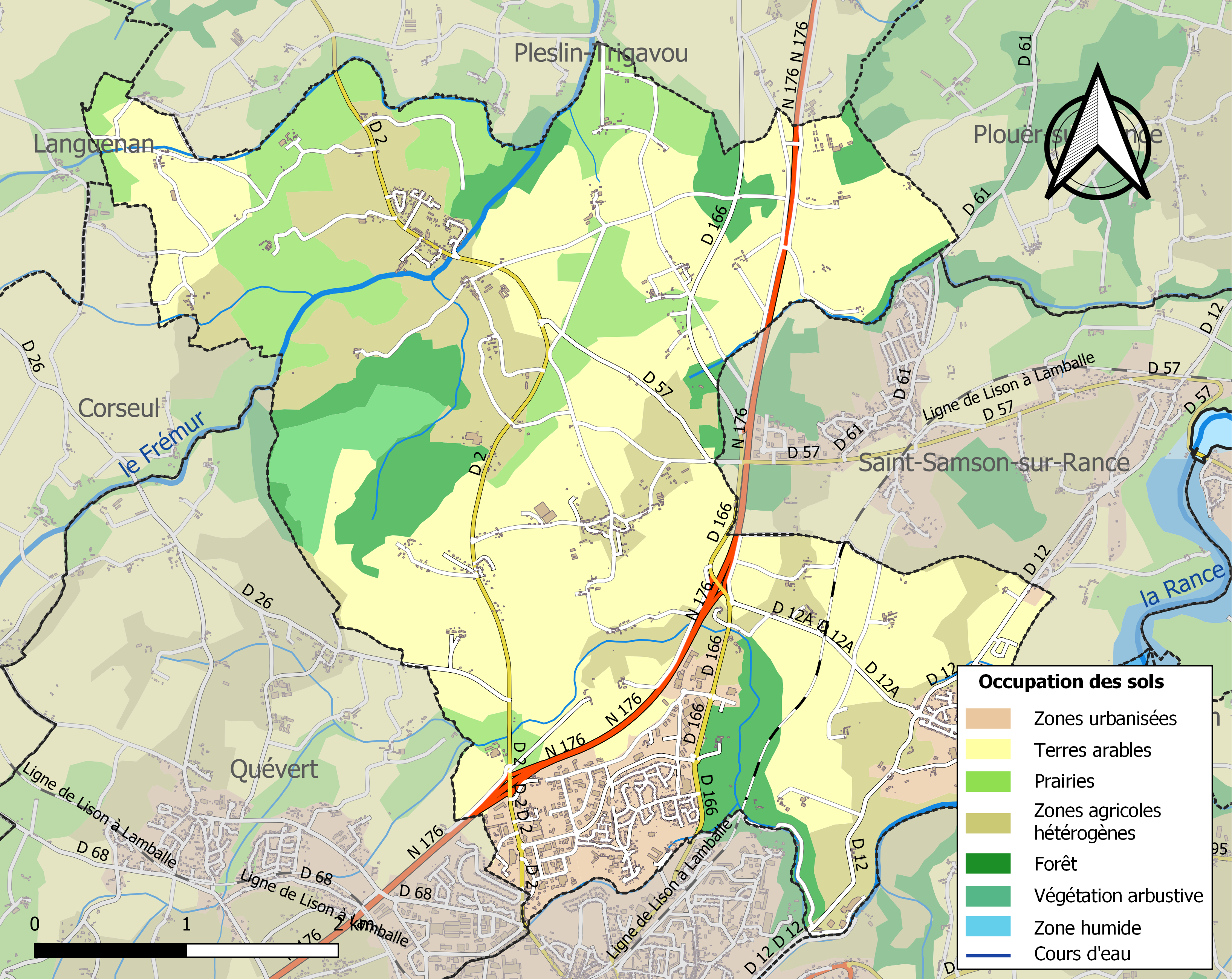
Carte des infrastructures et de l'occupation des sols de la commune en 2018 (CLC).

## Toponymie
Le nom de la localité est attesté sous les formes Ecclesia Sancti Petri de Tadduem et de Tadduen vers 1121, Tadduen et Tadden vers 1120 et en 1130, Tadon en 1133, Taddem vers 1140, Tadden vers 1163, Ecclesia de Tadem en 1187, Taden à la fin du XIIe siècle, Parochia de Taden en 1222, 1232, et vers 1330.

## Histoire

### Protohistoire
Des fouilles archéologiques effectuées aux abords du Bois du Parc, à proximité immédiate de la limite ouest de Taden (commune de Quévert), ont confirmé la présence d'une importante activité métallurgique pouvant remonter à l’époque de la Tène. Des indices de cette activité avaient déjà été mentionnés à la fin du XIXe siècle par plusieurs auteurs. Les sites se caractérisent par l’utilisation de bas-fourneaux alimentés par du minerai de fer et par du charbon de bois fabriqué sur place dans des fosses charbonnières.
Le site fouillé sur Quevert appartient à un vaste ensemble réparti dans un cercle de rayon 2 km autour du Bois du Parc, certains pourraient se rattacher à l’époque de la Tène, d’autres à l’époque gallo-romaine et d’autres encore pourraient dater de période plus récente, la technique des bas-fourneaux se poursuivant au-delà de la période gallo-romaine. Ces sites se situent à proximité immédiate de la voie romaine Corseul-Avranches (chemin de l'Estrat sur la commune de Quévert).

### Antiquité

#### Le vicus portuaire de Taden
De nombreuses traces de vestiges gallo-romains ayant été détectées en contrebas de Taden, Loïc Langouet rédigea, en 1985, une synthèse de l'ensemble des découvertes mises en évidence par prospection aérienne et prospection au sol. Son article cité en référence présente un plan des différentes découvertes et décrit  l'ancien vicus routier et portuaire de Taden. La voie romaine entre Corseul et Avranches comportait un gué sur la Rance, c'est à cet endroit que l'agglomération s'est développée, face à l'éperon du Chatellier (commune de La Vicomté sur Rance). Durant la période romaine, elle servait de port fluvial au chef-lieu de la cité des Coriosolites, Fanum Martis, aujourd’hui Corseul. Deux temples et de nombreuses structures gallo-romaines y ont été détectées, des monnaies romaines des IIIe et IVe siècles ont été découvertes ainsi que des tessons de céramique permettant d'évaluer la période d'occupation du site de la fin du Ier siècle apr. J.-C. à la fin du IVe siècle apr. J.-C.

#### La villa gallo-romaine des Alleux
Lors de l'extension de la zone d'activité des Alleux, une riche villa gallo-romaine a fait l'objet de fouilles préventives par l'INRAP en 2005 et 2006,. Elle fut occupée du Ier au IIIe siècle ap. J.-C. La villa disposait d'un plan en U, bordé d'une galerie portique, sa surface était d'environ 1 000 m2. Elle était composée d'une partie résidentielle (pars urbana) et de dépendances (pars rustica : écurie, granges, étables). Son domaine foncier (pars agraria) aurait pu être de 50 à 200 ha. La partie résidentielle comportait une salle de réception de 30 m2 (triclinium) avec un sol en épi (opus spicatum), une cuisine et sa réserve. Elle comportait également des thermes d'une surface de 200 m2 décorés de fresques murales,,.

### Xesiècle-XIIIesiècle
En 1121, l'évêque d'Aleth mentionne l'église de Taden en ces termes : "Nous avons généreusement fait don de cette église aux moines dudit Marmoutier pour qu’ils la possèdent en aumône perpétuelle". L'église Saint-Fiacre de Trélat est donnée la même année au moines de Marmoutier, les deux églises sont alors toutes deux rattachées au Prieuré Saint-Malo de Dinan.
En 1222, Alain de Beaufort, fait don des dîmes de Taden aux moines du Prieuré Saint-Malo de Dinan, ce prieuré dépendait de l'abbaye de Marmoutier. Il scella l'acte de donation d'un sceau portant ses armoiries: de gueules à trois écus d'hermines.

### XVIIIesiècle, la Révolution
Ultérieurement, Taden fut un lieu où le comte de la Garaye accueillait des pauvres ou des soldats français ou anglais pour les soigner. Ce même comte découvrit de nouveaux médicaments.[réf. nécessaire]

### Le XXe  siècle

#### Les guerres du XXe siècle
Le monument aux Morts porte les noms des 59 soldats morts pour la Patrie :
- 47 sont morts durant la Première Guerre mondiale.
- 8 sont morts durant la Seconde Guerre mondiale.
- 3 sont morts durant la Guerre d'Indochine.
- 1 est mort hors conflit.

Résistant dinannais né à Taden, Jean-Baptiste Brault a participé, dans la nuit du 11 au 12 avril 1944 à Dinan, avec d'autres camarades FTP du secteur, à la libération de deux membres importants de la Résistance en d'Ille-et-Vilaine.Se sachant activement recherché, il prit néanmoins le parti de ne pas s'enfuir. Sur dénonciation d'un voisin, Jean-Baptiste Brault fut arrêté le 8 mai 1944 et incarcéré à la prison de Rennes.
Jugé et condamné à la peine de mort le 30 mai, il fut fusillé le lendemain 31 mai, avec 9 autres de ses camarades, au camp de la Maltière à Saint-Jacques-de-la-Lande. Jean-Baptiste Brault avait 26 ans.

## Héraldique
| Blason de Taden | Blason  | D’azur à la barre d’or accompagné en chef d’une main dextre d’argent surmontée à dextre d’une étoile d’or et en pointe d’un cygne nageant d’argent. |
| Blason de Taden | Détails | Le statut officiel du blason reste à déterminer. |

## Politique et administration
| Période                                  | Période                       | Identité             | Étiquette    | Qualité |
| ---------------------------------------- | ----------------------------- | -------------------- | ------------ | --- |
| Les données manquantes sont à compléter. |                               |                      |              | |
| avril 1911                               | ?                             | M. Ramard            | Républicain  | |
| ?                                        | ?                             | Victor Briand père   |              | Minotier |
| ?                                        | mars 1959                     | Victor Briand fils   |              | Minotier |
| mars 1959                                | janvier 1970 (décès)          | Marie-Ange Renault   |              | |
| février 1970                             | juin 1995                     | André Grignon        | UDF-CDS      | Inspecteur d'assurances retraité, maire honoraire Conseiller général de Dinan-Ouest (1985 → 1998) Vice-président du District urbain de Dinan (1971 → 1995) Conseiller municipal de Dinan (1965 → 1970) |
| juin 1995                                | mars 2014                     | Bertrand Claudeville | DVD puis UMP | Ophtalmologiste retraité Adjoint au maire (1983 → 1995) |
| mars 2014                                | En cours (au 19 janvier 2021) | Évelyne Thoreux      | DVG          | Retraitée de l'enseignement Réélue pour le mandat 2020-2026 |

## Démographie
L'évolution du nombre d'habitants est connue à travers les recensements de la population effectués dans la commune depuis 1793. Pour les communes de moins de 10 000 habitants, une enquête de recensement portant sur toute la population est réalisée tous les cinq ans, les populations de référence des années intermédiaires étant quant à elles estimées par interpolation ou extrapolation. Pour la commune, le premier recensement exhaustif entrant dans le cadre du nouveau dispositif a été réalisé en 2007.

En 2022, la commune comptait 2 599 habitants, en évolution de +7,93 % par rapport à 2016 (Côtes-d'Armor : +1,78 %, France hors Mayotte : +2,11 %).
| 1793  | 1800  | 1806  | 1821  | 1831  | 1836  | 1841  | 1846  | 1851  |
| ----- | ----- | ----- | ----- | ----- | ----- | ----- | ----- | ----- |
| 1 250 | 1 220 | 1 162 | 1 262 | 1 375 | 1 434 | 1 240 | 1 557 | 1 623 |

| 1856  | 1861  | 1866 | 1872  | 1876  | 1881  | 1886  | 1891  | 1896  |
| ----- | ----- | ---- | ----- | ----- | ----- | ----- | ----- | ----- |
| 1 530 | 1 498 | 540  | 1 590 | 1 580 | 1 466 | 1 464 | 1 459 | 1 544 |

| 1901  | 1906  | 1911  | 1921  | 1926  | 1931  | 1936  | 1946  | 1954  |
| ----- | ----- | ----- | ----- | ----- | ----- | ----- | ----- | ----- |
| 1 520 | 1 425 | 1 327 | 1 191 | 1 204 | 1 178 | 1 178 | 1 143 | 1 034 |

| 1962  | 1968  | 1975  | 1982  | 1990  | 1999  | 2006  | 2007  | 2012  |
| ----- | ----- | ----- | ----- | ----- | ----- | ----- | ----- | ----- |
| 1 032 | 1 175 | 1 508 | 1 616 | 1 698 | 1 741 | 1 920 | 1 942 | 2 249 |

| 2017  | 2022  | - | - | - | - | - | - | - |
| ----- | ----- | - | - | - | - | - | - | - |
| 2 467 | 2 599 | - | - | - | - | - | - | - |

## Lieux et monuments

### Patrimoine culturel
La commune compte cinq monuments historiques, dont :
- le manoir de la Grand-Cour (restauré), près de l'église, résidence seigneuriale de la fin du Moyen Âge (c. 1300), de type logis-porche. Il a été acheté par la commune en 1991[41]. Le manoir est classé monument historique depuis 1993[42]. Il fut notamment la possession des Quédillac[43]. La souche de cheminée a été restituée d'après un modèle du XVe siècle[44] ;
- le château de la Garaye, domaine privé, est en partie en ruine, certaines dépendances abritent un gite d'hôtes, classé MH[45] ;
- le château de la Conninais, inscrit MH[46] ;
- le manoir de Coutances, inscrit à l'inventaire général du patrimoine culturel[47].

Ainsi que plusieurs sites antiques :
- site gallo-romain de l'Asile des Pêcheurs, inscrit MH[48] ;
- site gallo-romain des Boissières, inscrit MH[49] ;
- la villa antique de Taden[50] ;
- l'église Saint-Pierre. En forme de croix latine, elle date du XIVe siècle mais a été profondément remaniée au XIXe siècle[33]. Des travaux de réhabilitation, en 2003, ont révélé la présence de peintures murales datant du XIVe jusqu'au XVIIIe siècle. On peut y voir notamment une litre funéraire, du début du XVIe siècle où figure le blason des Quédillac, seigneurs du manoir de la Grand Cour, de gueules à trois fasces d'argent surmonté d'un cimier et d'un panache à tête de chèvre[43], inscrite au titre des monuments historiques par arrêté du 15 mars 2012[51]. ;
- l'église Saint-Fiacre de Trélat, elle pourrait dater du XVIIIe siècle selon R. Couffon[33] ;
- la motte féodale de la grande Prévotais[52].

### Patrimoine naturel
Les landes et bois d'Avaugour au nord-ouest de la commune ont été classés zone naturelle d'intérêt écologique, faunistique et floristique de type I. Constitués d'une trentaine d'hectares, ces terrains sont occupés par une lande mésophile à humide partiellement reboisée. Cette zone qui appartenait initialement à l'armée a été rachetée en partie par le Syndicat mixte de la Rance et de la Baie. On peut y observer quelques espèces végétales rares des milieux humides ainsi que des espèces animales peu fréquentes : fauvette pitchou, bondrée apivore, lézard vivipare, triton marbré.

## Personnalités liées à la commune
- Le Comte Claude Toussaint Marot de La Garaye, qui fut un bienfaiteur à l'origine de la création de l'Hôpital de la Sagesse de Dinan et de l'école de Taden.
- Léonce Petit graveur, illustrateur et précurseur de la bande dessinée, est né à Taden.
- Gabriel-Louis Pringué (1885 - 1965), écrivain et chroniqueur, est mort à Taden.
- Claude Chabrol a tourné plusieurs scènes de son film Inspecteur Lavardin dans le Manoir Ker Rozen.
- L'acteur Yann Sundberg, connu notamment pour son rôle dans Flics (série TV) aux côtés de Frédéric Diefenthal en 2008 y habita.
- Le docteur Yves Cotrel (1925 - 2019), Prix Mondial de Chirurgie 1989, a longtemps demeuré dans la commune.